# 秘密宗教
秘教，又稱秘儀、密儀、密教、密意主義、密傳教義等，指在一小眾人間相傳的秘密知識，及其组织和传授方式，被广泛认为是一個宗教術語，通常涉及神秘性、精神性或隱匿性的觀點。秘教的例子包括諾斯底主義、瑜珈、煉金術、魔術、占星術、禪修、神秘主義和神秘學等，也包括密宗和密傳基督教。

## 參见
- 密教
- 秘密结社
- 神秘主义